# Empoli Foot-Ball Club 1930-1931
Questa voce raccoglie le informazioni riguardanti il Empoli Foot-Ball Club nelle competizioni ufficiali della stagione 1930-1931.

## Rosa
| N. |                   | Ruolo | Calciatore            |
| -- | ----------------- | ----- | --------------------- |
|    | Italia (bandiera) | A     | Dante Baviera         |
|    | Italia (bandiera) | C     | Guido Bellini         |
|    | Italia (bandiera) | D     | Delio Benvenuti       |
|    | Italia (bandiera) | D     | Primo Bollini (I)     |
|    | Italia (bandiera) | P     | Loris Borgioli        |
|    | Italia (bandiera) | A     | Francesco Buzzichelli |
|    | Italia (bandiera) | D     | Conforti              |
|    | Italia (bandiera) | A     | Fernando Cioni        |
|    | Italia (bandiera) | A     | Bruno Gambi           |
|    | Italia (bandiera) | C     | Giuseppe Giustacchini |

| N. |                   | Ruolo | Calciatore         |
| -- | ----------------- | ----- | ------------------ |
|    | Italia (bandiera) | A     | Mariotti           |
|    | Italia (bandiera) | C     | Gino Mazzantini    |
|    | Italia (bandiera) | D     | Dino Pagliai       |
|    | Italia (bandiera) | A     | Emilio Ramagli     |
|    | Italia (bandiera) | D     | Hervè Romboli (II) |
|    | Italia (bandiera) | D     | Manlio Scarselli   |
|    | Italia (bandiera) | P     | Testaferrata       |
|    | Italia (bandiera) | A     | Luigi Venzi        |
|    | Italia (bandiera) | A     | Ettore Zini        |